# Činitel odporu

Příklady hodnot koeficientu odporu pro různé tvary

Činitel odporu (dříve i součinitel odporu) je činitel ve vztahu pro odporovou sílu, který vyjadřuje závislost odporu prostředí na tvaru tělesa.

## Značení
- Symbol veličiny: C
- Jednotka SI: bez jednotky (bezrozměrná veličina)

## Určování hodnoty
Hodnota činitele odporu se určuje experimentálně pro každé těleso. Hodnota závisí na tvaru zkoumaného tělesa a kvalitě povrchu a její přibližný výpočet je možný jen numerickými metodami simulujícími proudění kolem daného tělesa.

## Závislost na rychlosti
Odporová síla při pohybu v plynech (například pohyb letadla v zemské atmosféře) není v okolí Machova čísla 1 přímo úměrná druhé mocnině rychlosti. Proto je ve vzorci pro odpor prostředí uváděn činitel odporu jako funkce, závislá na rychlosti pohybu, případně na aktuálním Machově čísle (které je závislé na teplotě a tlaku).

### Příklady činitele odporu pro různé tvary
| Těleso             | Činitel |
| aerodynamický tvar | 0,037   |
| vypuklá polokoule  | 0,33    |
| koule              | 0,50    |
| rovná tenká deska  | 1,2     |
| dutá polokoule     | 1,3     |